# 산둬상권역
산둬상권 역은 가오슝 첩운 홍선의 1역이다.

## 역 구조

### 승강장

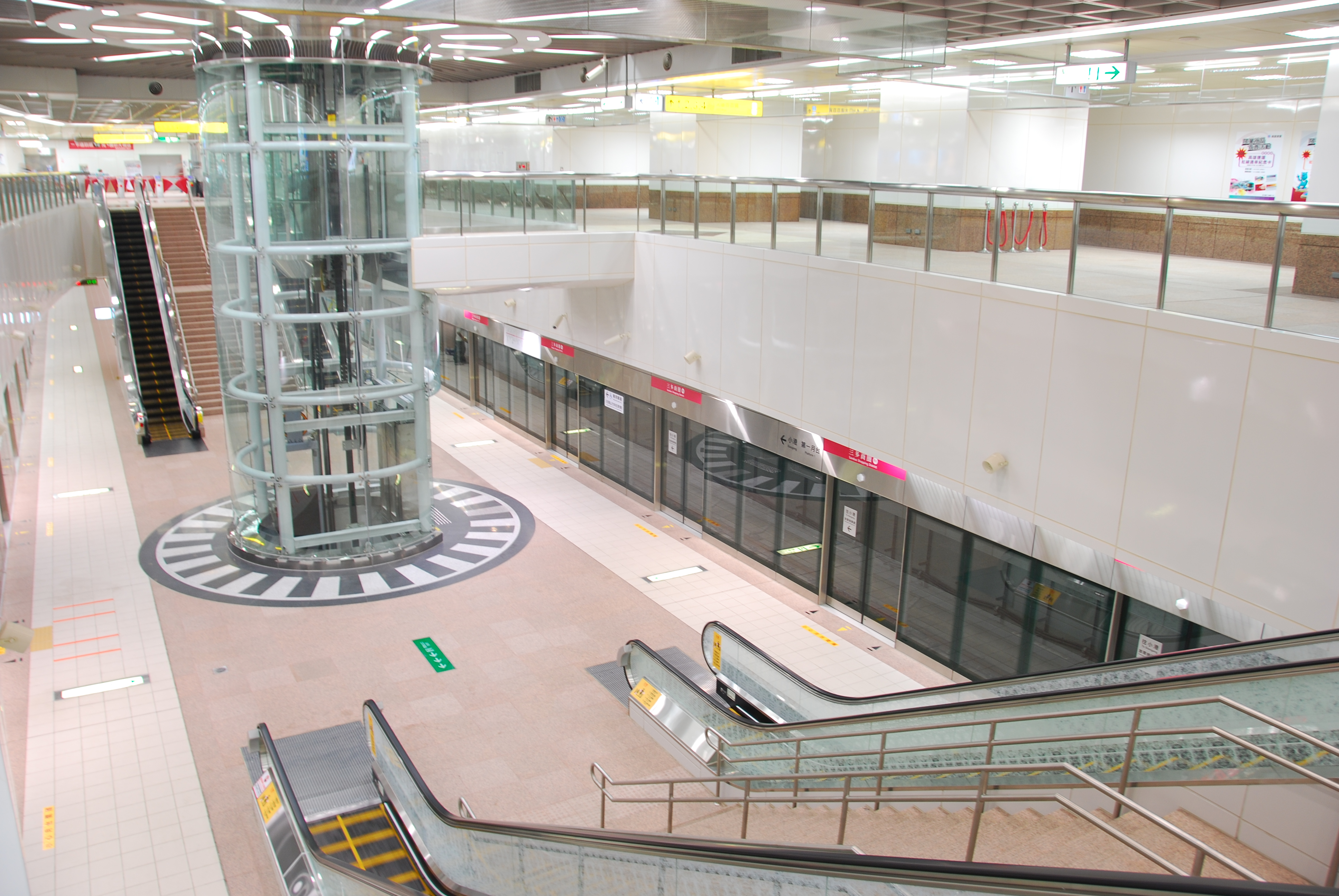
공공예술「첩운의 눈」

| 지면     | 출입구                     | 출입구                                      |
| 지하 1층 | 승강장                     | 출입구                                      |
| 지하 1층 | 승강장                     | 화장실                                      |
| 지하 2층 | 1호 플랫폼                 | ←가오슝 첩운 홍선 샤오강방면（시찌아 역）   |
| 지하 2층 | 플랫폼，문의 왼쪽 / 오른쪽 |                                             |
| 지하 2층 | 2호 플랫폼                 | 가오슝 첩운 홍선 남강산방면（종양공원 역）→ |

## 역 출입구

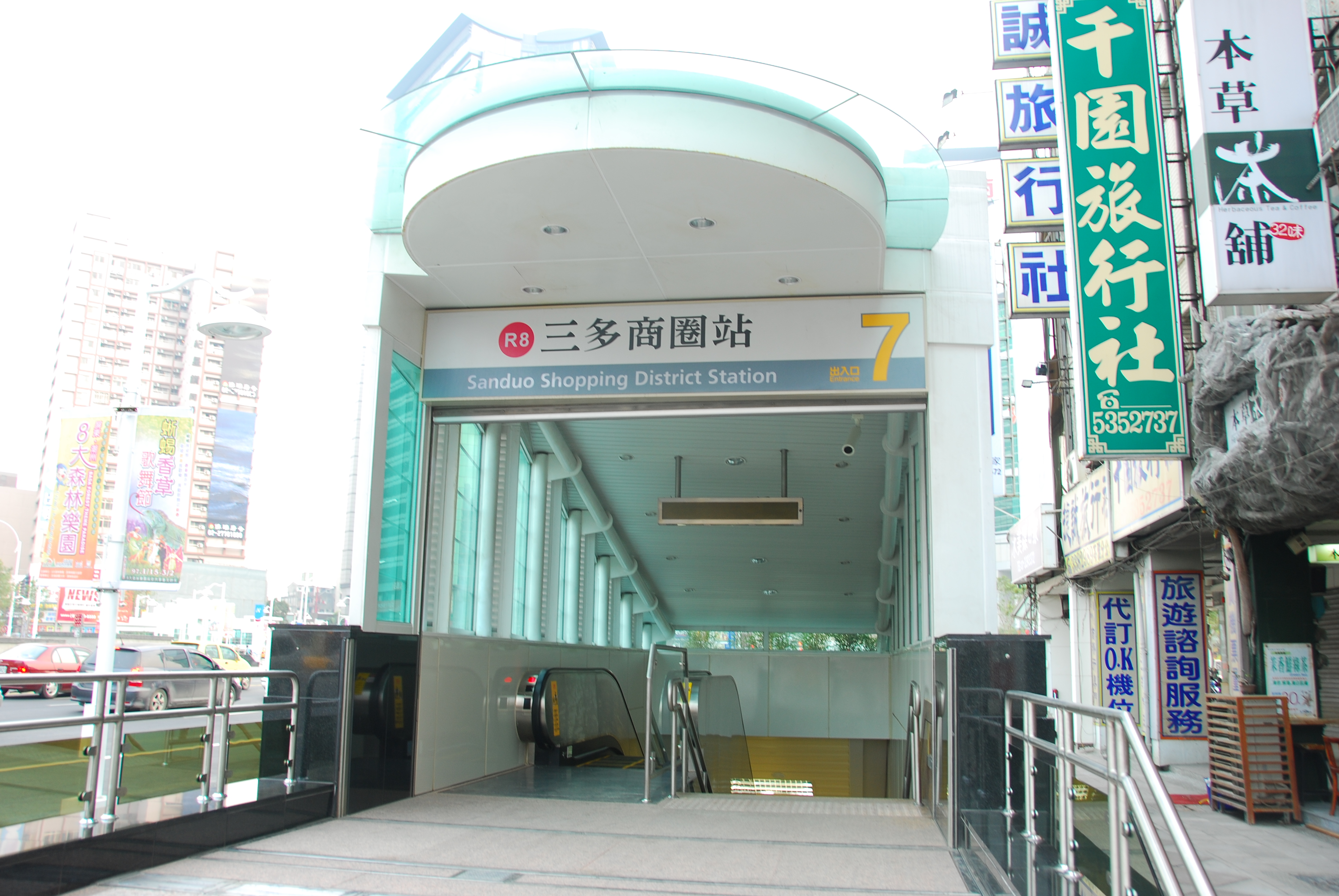
산둬상권 역 7번입구

남쪽에 위치한 출입구1,2,3，중간에 위치한 출입구4，북쪽에 위치한 출입구5,6,7，접근성엘리베이터에 위치한 출입구2、4이다.
- 출입구1：다유엔바이 백화점，85빌딩
- 출입구2：오션 스타，다유엔바이 백화점
- 출입구3：시찌아공원，태신은행
- 출입구4：태평양SOGO백화점，신광산유에 백화점
- 출입구5：주유소
- 출입구6：생일 공원，링야궈종

- 출입구7：링조우 초등학교，씨웨이공원